# Suurepsi
Koordinaten: 58° 55′ N, 22° 11′ O
Suurepsi ist ein Dorf (estnisch küla) in der Landgemeinde Hiiumaa (2013 bis 2017: Landgemeinde Hiiu, davor Landgemeinde Kõrgessaare) auf der zweitgrößten estnischen Insel Hiiumaa (deutsch Dagö).
Suurepsi hat vier Einwohner (Stand 31. Dezember 2011). Das Dorf liegt auf der Halbinsel Kõpu (Kõpu poolsaar).